# James Edward Meade
James Edward Meade (Dorset, 23 de junho de 1907 — Cambridge, 22 de dezembro de 1995) foi um economista britânico.
Foi laureado com o Prémio de Ciências Económicas em Memória de Alfred Nobel de 1977.

## Vida
De 1931 a 1937, Meade foi professor de economia no Hertford College, Oxford. De 1937 a 1939, ele trabalhou para a Liga das Nações em Genebra. De 1947 a 1957, foi Professor de Direito Comercial na London School of Economics. De 1957 a 1974, foi Professor de Economia Política na Universidade de Cambridge. Desde 1951 ele foi membro (bolseiro) da British Academy. Em 1966 foi eleito para a Instituto de Tecnologia de Massachusetts, em 1981 para a Academia Nacional de Ciências dos Estados Unidos.

## Pesquisa
Meade foi um dos principais pioneiros no campo da política econômica internacional. Ele tratou dos critérios de estabilidade para o comércio exterior em economias abertas. As flutuações nas taxas de câmbio, devido a alterações nas exportações e importações, têm um impacto na economia em consideração. Foi investigado quais efeitos relacionados ao comércio exterior em combinação com medidas de política econômica interna levam a quais mudanças e como esses impostos podem ser administrados. Por essas contribuições, ele recebeu o Prêmio Nobel, com seu trabalho The Theory of International Economic Policy. Pleno emprego com comércio exterior equilibrado foi de particular interesse. No decorrer de sua pesquisa, Meade aprimorou o sistema do balanço de pagamentos e o expandiu para incluir os fluxos de capital. Esses esforços resultaram em um relato mais preciso da estrutura e do volume do comércio exterior. Meade acreditava que a forma mais eficaz de aumentar o produto nacional era por meio do mercado livre. No entanto, ele argumentou que a distribuição dos lucros gerados não deveria ser deixada para o mercado livre. A intervenção do Estado deve corrigir de forma corretiva os mercados imperfeitos e evitar situações sociais indesejáveis. Por cerca de monopólio evitam-se resultados eficientes, resultam as adversidades sociais e a realização dos interesses de uns poucos. As contribuições de Meades e Ohlin fizeram da teoria do comércio exterior uma área central de pesquisa em economia. Isso ocorreu principalmente por causa da crescente internacionalização da economia global em 1960 e 1970.
Ele trabalhou como conselheiro do Partido Trabalhista britânico e foi ativo no Partido Social Democrata (SDP). Em suas atividades de consultoria, Meade recomendou maior tributação do consumo e desoneração tributária para o trabalho. Ele defendeu a criação de uma supervisão internacional do comércio mundial.